# Sokolovac (żupania kopriwnicko-kriżewczyńska)
Sokolovac – wieś w Chorwacji, w żupanii kopriwnicko-kriżewczyńskiej, w gminie Sokolovac. W 2011 roku liczyła 464 mieszkańców.